# Fred Bravenboer
Fred Bravenboer (Rotterdam, 22 mei 1943 – Terneuzen, 4 oktober 2023) was een Nederlands voetballer die als doelman speelde.

## Loopbaan
Bravenboer begon bij Feijenoord en brak door bij Neptunus. In die periode werd hij ook geselecteerd voor het Zondagamateurelftal Medio 1966 ging hij naar Hermes DVS en hij speelde in 1967 in de Verenigde Staten in de NPSL voor Pittsburgh Phantoms. Hierdoor werd hij door de KNVB geschorst en mocht pas medio 1968 weer in Nederland spelen. Bravenboer speelde nog voor Willem II waar hij het clubrecord heeft van de doelman die het langst zonder tegendoelpunt is in het betaald voetbal: zes wedstrijden in het seizoen 1969/70. Medio 1974 beëindigde hij zijn loopbaan.